# Zielonka (powiat poznański)
Zielonka – wieś w Polsce położona w województwie wielkopolskim, w powiecie poznańskim, w gminie Murowana Goślina.
W latach 1975–1998 miejscowość administracyjnie należała do województwa poznańskiego.

## Części wsi
| SIMC    | Nazwa      | Rodzaj    |
| ------- | ---------- | --------- |
| 0590154 | Huta Pusta | część wsi |

## Historia
W 1580 r. istniał tu młyn Jana Iwińskiego. W XVIII w. osada należała do Dębińskich. W 1793 r. była własnością gen. Jana Lipskiego na Głęboczku. Wieś leży 7 km od Murowanej Gośliny. Kiedyś nazywała się Zieloną Dąbrową, albo Zielonem. We wsi zachował się zniszczony, nieczynny cmentarz ewangelicki (przy szosie, pomiędzy gajówką zarządu arboretum i placem zabaw).

## Przyroda
Obecnie znajduje się tu Ośrodek Naukowo-Dydaktyczny. Osobliwością jest arboretum Uniwersytetu Przyrodniczego. Na 83 ha zgromadzono 800 gatunków drzew i krzewów. Przy głównym wejściu do arboretum rosną dwa okazałe kasztanowce o obwodach 420 i 330 cm, uznane za pomniki przyrody, oraz dąb o obwodzie 310 cm. W pobliżu wsi znajduje się ścieżka przyrodnicza: „Zbiorowiska Roślinne wokół jeziora Zielonka”. Ma ona ok. 3 km długości.
W 2012 zakończono badania mikoflory pniaków okolic Zielonki. Badania wykazały, że najbardziej licznymi gatunkami grzybów występujących na pniakach w tym rejonie są: wrośniak różnobarwny, rozszczepka pospolita i skórnik szorstki.